# مصفوفة فاندرموند
في الجبر الخطي، مصفوفة فاندرموند (بالإنجليزية: Vandermonde matrix)‏، والمسماة هكذا نسبة لعالم الرياضيات الفرنسي ألكسندر تيوفيل فاندرموند، هي مصفوفة تساوي عناصر كل سطر منها قيم متتالية هندسية.
{\displaystyle V={\begin{bmatrix}1&\alpha _{1}&\alpha _{1}^{2}&\dots &\alpha _{1}^{n-1}\\1&\alpha _{2}&\alpha _{2}^{2}&\dots &\alpha _{2}^{n-1}\\1&\alpha _{3}&\alpha _{3}^{2}&\dots &\alpha _{3}^{n-1}\\\vdots &\vdots &\vdots &\ddots &\vdots \\1&\alpha _{m}&\alpha _{m}^{2}&\dots &\alpha _{m}^{n-1}\end{bmatrix}}}
أو
{\displaystyle V_{i,j}=\alpha _{i}^{j-1}\,}